# Artur Korniłowicz
Artur Korniłowicz – polski matematyk, doktor habilitowany nauk matematycznych.

## Życiorys
W 1996 r. ukończył studia matematyczne na Uniwersytecie Warszawskim, w 2008 r. doktoryzował się, w 2017 r. habilitował się za pracę pt. Nowe techniki komputerowej formalizacji i weryfikacji dowodów matematycznych w Mizarze. Jest zatrudniony na Uniwersytecie w Białymstoku.